# ظهر (بعدان)

تعديل مصدري - تعديل

ظهر محلة تابعة لقرية حساية، التابعة لعزلة العذارب بمديرية بعدان إحدى مديريات محافظة إب في الجمهورية اليمنية، بلغ تعداد سكانها 33 حسب تعداد اليمن لعام 2004.